# Канареечнокрылый тонкоклювый попугай
Канареечнокрылый тонкоклювый попугай (лат. Brotogeris versicolurus) — птица семейства попугаевых.

## Внешний вид
Длина тела 22 см. Окраска оперения зелёная. Спина и брюшко светло-зелёные. Верхняя часть груди и темя имеют голубоватый оттенок. Передняя часть головы, щёки, лоб и горло светло-серого цвета. Сгиб крыла тёмно-синий, нижняя его сторона в передней части ярко-оранжевого цвета. Клюв светлый.

## Распространение
Обитает в Южной Америке от Парагвая и Северной Аргентины до Боливии и Суринама. Был завезён в США и имеет популяции на юге, во Флориде и Калифорнии.

## Образ жизни
Питаются, главным образом, семенами растений и плодами.

## Размножение
Гнездятся обычно в дуплах деревьев. В кладке бывает 3-4 яйца. Птенцы появляются через 4 недели, примерно к исходу 2 месяцев они вылетают из гнезда.

## Классификация
Подвидов не выделяют. Тонкоклювый попугай желтокрылый Brotogeris versicolorus chiriri — с 1997 года признан самостоятельным видом.